# Угоны самолётов на «Досонс Филд»
Угоны самолётов на «Досонс Филд» (англ. Dawson’s Field) — террористический акт, проведённый с 6 по 13 сентября 1970 года террористической организацией «Народный фронт освобождения Палестины» (НФОП).
В ходе серии угонов были захвачены и впоследствии взорваны 4 авиалайнера международных авиакомпаний, попытка захвата пятого авиалайнера не удалась.
Пострадавших в ходе угонов не было, за исключением 1 бортпроводника, раненного при обезвреживании террористов на борту пятого самолёта.

## Хронология угонов

### 6 сентября

#### Попытка угона Boeing 707 El Al
Самолёт
Boeing 707-458 (регистрационный номер 4X-ATB, заводской 18071, серийный 216) был выпущен в 1961 году (первый полёт совершил 3 июня). 7 июня того же года был передан авиакомпании El Al.
Самолётом управлял экипаж из 10 человек во главе с командиром Ури Бар-Левом (англ. Uri Bar-Lev, ивр. אורי בר-לב‎).
| Гражданство | Пассажиры | Экипаж | Всего |
| ----------- | --------- | ------ | ----- |
| Израиль     | 118       | 10     | 128   |
| Нидерланды  | 10        | 0      | 10    |
| США         | 10        | 0      | 10    |
| Всего       | 138       | 10     | 148   |

Попытка угона
Самолёт выполнял рейс LY 219 по маршруту Тель-Авив—Амстердам—Нью-Йорк.
Через несколько минут после вылета из Амстердама, когда самолёт пролетал над Ла-Маншем, Лейла Халед (англ. Leila Khaled) и Патрисио Аргуэльо (англ. Patrick Argüello) из «НФОП», изображавшие семейную пару, попытались с оружием проникнуть в кабину пилотов. Аргуэльо был застрелен охранником, перед этим успев бросить в проход самолёта ручную гранату, которая, к счастью, не взорвалась. Его сообщницу обезвредили пассажиры так, что она не успела взорвать гранаты, спрятанные на груди. По плану террористов должно было быть четверо, но двое из них с сенегальскими паспортами, чьи номера отличались на единицу, по согласованию с командиром рейса 219, не были допущены к полёту в Амстердаме. Самолёт совершил вынужденную посадку в лондонском аэропорту Хитроу.
Лейлу Халед после споров между израильскими и британскими спецслужбами, отправили в тюрьму в Лондоне, а раненного бортпроводника Шломо Видера (англ. Shlomo Vider, ивр. שלמה וידר‎) доставили в больницу. После того, как лайнер привели в порядок, он продолжил полет в Нью-Йорк.

#### Boeing 707 Trans World Airlines (TWA)
Самолёт
Boeing 707-331B (регистрационный номер N8715T, заводской 18917, серийный 460) был выпущен в 1965 году (первый полёт совершил 14 декабря). 21 декабря того же года был передан авиакомпании Trans World Airlines (TWA). Оснащён четырьмя турбовентиляторными двигателями Pratt & Whitney JT3D-3B
Самолётом управлял экипаж из 11 человек в составе 51-летнего командира Кэрролла Д. Вудса (англ. Carroll D. Woods), 37-летнего второго пилота Джеймса Мейджера (англ. James Majer), 45-летнего бортинженера Альфреда Кибуриса (англ. Alfred Kiburis) и 8 бортпроводников.
| Гражданство    | Пассажиры | Экипаж | Всего |
| -------------- | --------- | ------ | ----- |
| ФРГ            | 16        | 2      | 18    |
| Гренландия     | 2         | 0      | 2     |
| Израиль        | 55        | 0      | 55    |
| Индия          | 3         | 0      | 3     |
| Италия         | 1         | 0      | 1     |
| Нидерланды     | 1         | 0      | 1     |
| Великобритания | 18        | 0      | 18    |
| США            | 51        | 9      | 60    |
| Всего          | 144       | 11     | 155   |

Угон
Самолёт выполнял рейс TWA741 по маршруту Тель-Авив—Афины—Франкфурт-на-Майне—Нью-Йорк.
Через несколько минут после вылета из Франкфурта-на-Майне, пролетая над Брюсселем (Бельгия), был захвачен террористами и в 19:45, в соответствии с их распоряжениями, был посажен на законсервированном со времён Второй мировой войны военном аэродроме «Досонс Филд» в Иордании.
После захвата самолётов «НФОП» переименовал «Досонс Филд» в «Революционное лётное поле».

#### Douglas DC-8 Swissair
Самолёт
Douglas DC-8-53 (регистрационный номер HB-IDD, заводской 45656, серийный 191) был выпущен в 1963 году. 29 октября того же года был передан авиакомпании Swissair, в которой получил имя Nidwalden.
Самолётом управлял экипаж из 10 человек в составе командира Фрица Шрайбера (нем. Fritz Schreiber), второго пилота Хорста Ероша (нем. Horst Jerosch), бортинженера Эрнста Волленвейдера (нем. Ernst Vollenweider) и 7 бортпроводников.
| Гражданство | Пассажиры | Экипаж | Всего |
| ----------- | --------- | ------ | ----- |
| Франция     | 3         | 0      | 3     |
| ФРГ         | 25        | 0      | 25    |
| Израиль     | 20        | 0      | 20    |
| Швейцария   | 57        | 10     | 67    |
| США         | 26        | 0      | 26    |
| Всего       | 141       | 10     | 151   |

Угон
Самолёт выполнял рейс SWR 100 по маршруту Цюрих—Нью-Йорк.
Через несколько минут после вылета, пролетая над Дижоном (Франция), был захвачен террористами и в соответствии с их распоряжениями также был посажен на «Досонс Филд».

#### Boeing 747 Pan American
Самолёт
Boeing 747-121 (регистрационный номер N752PA, заводской 19656, серийный 034) был выпущен в 1970 году (первый полёт совершил 10 апреля). 2 мая того же года был передан авиакомпании Pan American, в которой получил имя Clipper Fortune. Оснащён четырьмя турбовентиляторными двигателями Pratt & Whitney JT9D-7A. На день захвата налетал 1125 часов.
Самолётом управлял экипаж из 17 человек в составе 49-летнего командира Джона Придди (англ. John Priddy), второго пилота Патрика Левикса (англ. Patrick Levix), бортинженера Юлиуса Дзюбы (англ. Julius Dzuiba) и 14 бортпроводников.
| Гражданство    | Пассажиры | Экипаж | Всего |
| -------------- | --------- | ------ | ----- |
| Бельгия        | 25        | 0      | 25    |
| Франция        | 25        | 0      | 25    |
| ФРГ            | 10        | 0      | 10    |
| Нидерланды     | 35        | 3      | 38    |
| Великобритания | 2         | 0      | 2     |
| США            | 20        | 14     | 34    |
| Всего          | 117       | 17     | 134   |

Угон
Следовал рейсом PA93 по маршруту Брюссель—Амстердам—Нью-Йорк.
Был захвачен во время промежуточной остановки в Амстердаме двумя террористами, не попавшими на рейс LY 219. Борт N752PA оказался слишком большим, чтобы сесть на лётном поле «Досонс Филд», поэтому его перегнали сначала в Бейрут (Ливан), а затем в Каир (Египет), где все пассажиры и экипаж были освобождены, а лайнер был взорван.

### 9 сентября

#### Vickers VC10 BOAC
Самолёт
Vickers VC-10-1151 (регистрационный номер G-ASGN, серийный 864) был выпущен в 1968 году (первый полёт совершил 1 мая). 7 мая того же года был передан авиакомпании British Overseas Airways Corporation (BOAC). Оснащён четырьмя турбореактивными двигателями Rolls-Royce Comway 550.
Самолётом управлял экипаж из 9 человек в составе командира Сирила Голбёрна (англ. Cyril Goulborn), второго пилота Тревора Купера (англ. Trevor Cooper), штурмана Джона Линдсея (англ. John Lindsay), бортинженера Эрика Д’Эйе (англ. Eric D'Eye) и 5 бортпроводников.
| Гражданство    | Пассажиры | Экипаж | Всего |
| -------------- | --------- | ------ | ----- |
| Албания        | 5         | 0      | 5     |
| Дания          | 15        | 0      | 15    |
| Франция        | 25        | 0      | 25    |
| ФРГ            | 5         | 0      | 5     |
| Великобритания | 25        | 9      | 34    |
| США            | 21        | 0      | 21    |
| Всего          | 105       | 9      | 114   |

Угон
Следовал рейсом BA775 по маршруту Бомбей—Мухаррак—Бейрут—Лондон.
Через несколько минут после вылета из Мухаррака, пролетая над Персидским заливом, был захвачен сторонником «НФОП» и насильно посажен в «Досонс Филд».

## Требования террористов и переговоры, освобождение заложников, «Чёрный сентябрь в Иордании»
Хотя большинство заложников были переведены в Амман и освобождены 11 сентября, «НФОП» отделил от них лётный состав и еврейских пассажиров, сохраняя в заключении до 56 заложников. 12 сентября, до истечения объявленного ими предельного срока, «НФОП» взорвал пустые самолёты, опасаясь ответного удара.
Террористы требовали освободить Лейлу Халед и своих соратников из тюрем Германии, Швейцарии и Израиля, угрожая новыми терактами. Переговоры длились 6 дней, и в итоге Великобритания согласилась выдать палестинскую террористку. Сразу же были отпущены несколько заложников, в основном женщины и дети. К 30 сентября заложников обменяли на Лейлу Халед и шестерых палестинских заключённых. Швейцарцев и немцев выкупили за деньги.
Освобождению заложников также помогло начатое 16 сентября королём Хусейном ибн Талалом изгнание отрядов ООП из Иордании — событие, позже названное «Чёрным сентябрем», в ходе которого погибли тысячи палестинцев, оставшиеся бежали в Ливан и Сирию.

## Документальный фильм
В 2006 году Илан Зив написал сценарий и снял часовой документальный фильм «Hijacked» (примерный перевод: «Захваченные в результате угона (самолёта)»), первоначально вышедший в эфир 26 февраля 2006 года в программе «Американский опыт» на PBS. В фильм включены архивные материалы о событиях и интервью террористов, заложников, представителей СМИ и политиков.